# Rhipha strigosa
Rhipha strigosa là một loài bướm đêm thuộc phân họ Arctiinae, họ Erebidae.